# 熊野地鶏
- 熊野地どり

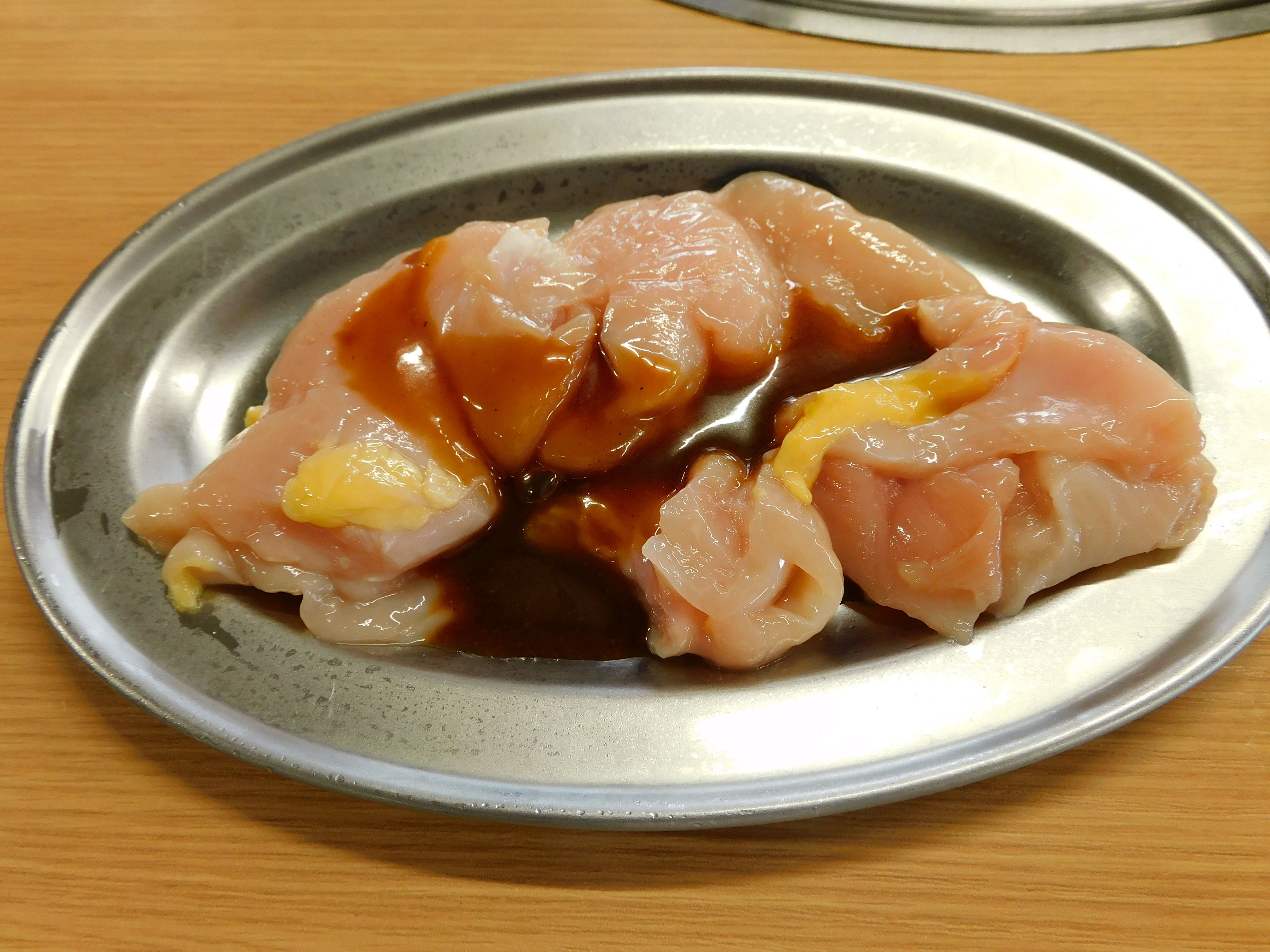
熊野地鶏（焼肉用）

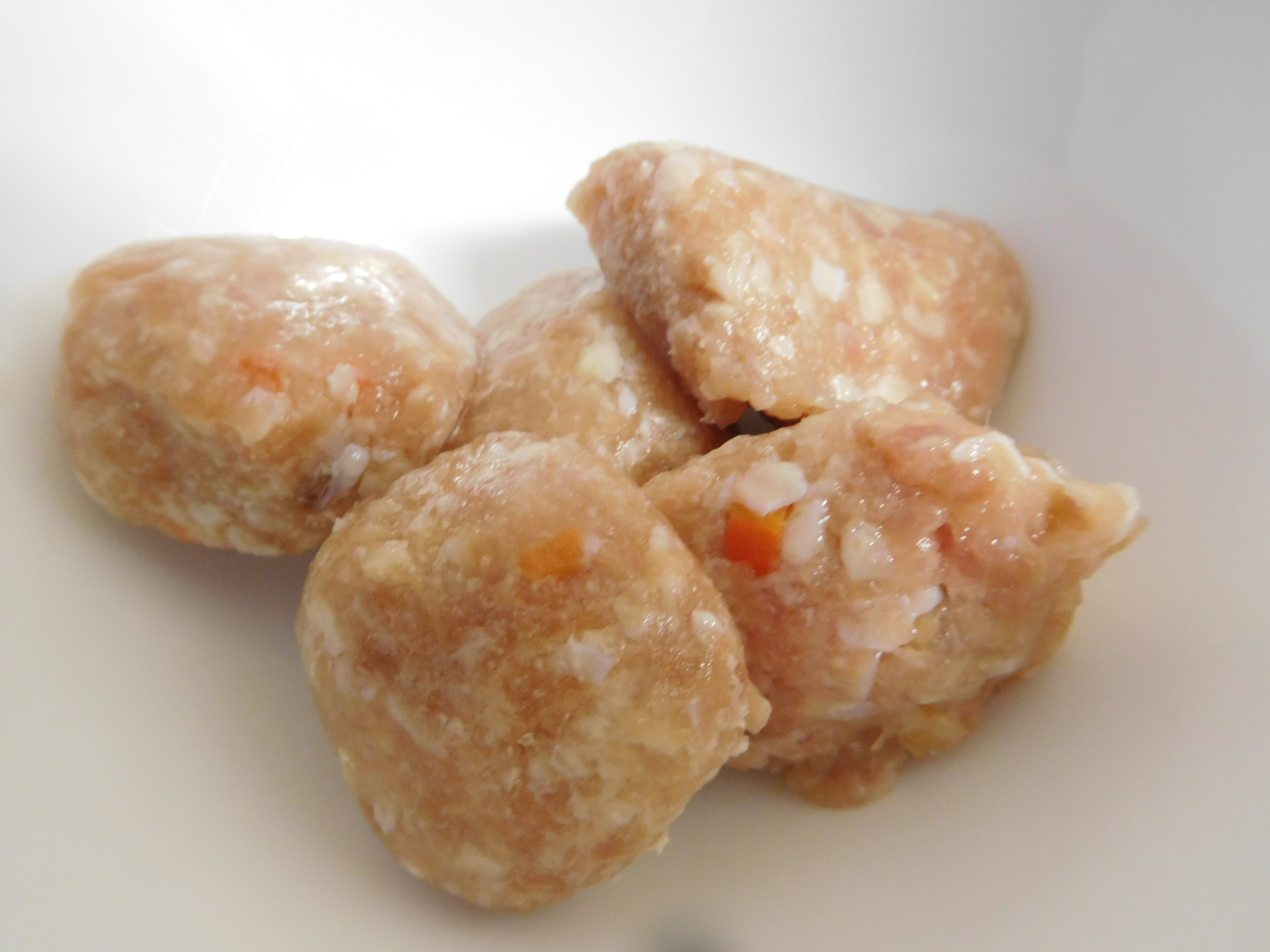
熊野地鶏のつくね

熊野地鶏（くまのじどり）は、三重県畜産研究所が肉質にこだわり、研究・開発し、熊野地域で産地化した地鶏。
三重県在来種の八木戸とニューハンプシャー種を交配したオスに名古屋コーチンのメスを掛け合わせた高級肉用鶏。

## 概要
平均飼養日数は約115日と長く、1m2当たり10羽以下の低密度で飼育する。生産者団体は熊野地鶏生産組合。飼料には熊野地域で収穫した飼料米を加えた専用のものを与える。体重は平均でオスが3,400g、メスが3,100g。
- 熊野地鶏生産組合2戸（熊野市、南牟婁郡内）
- 年間出荷羽数　27,000羽（平成30年度実績）